# Beatriu de Bar
Beatriu de Bar (morta el 1076) va ser, pels seus matrimonis successius, marquesa de Toscana i després duquessa de Baixa Lotaríngia. Era la filla petita de Frederic II de Lorena, duc d'Alta Lotaríngia i comte de Bar i de Matilde de Suàbia.
A la mort del seu germà Frederic III de Lorena, la seva tia Gisela de Suàbia, casada amb l'emperador germànic Conrad II, la va recollir, així com a la seva germana gran Sofia.
El 1037, va ser casada amb un fidel de l'emperador, Bonifaci III de Toscana (vers 985 † 1052), marquès de Toscana. Van tenir a:
- Beatriu († 1053)
- Bonifaci IV († 1055), marquès de Toscana
- Matilde de Canossa († 1115), marquesa de Toscana, casada el 1071 amb Godofreu el Barbut, duc de Baixa Lotaríngia, i després, el 1089, amb Welf IV, duc de Baviera.

Bonifaci III de Toscana fou assassinat el 1052, i Beatriu fou regent dels estats del seu espòs en nom del seu fill Bonifaci IV, però, després de la mort d'aquest (1055) que va seguir la de la seva filla gran Beatriu (1053), es va retirar a la Baixa Lotaríngia. El 1054, entremig, es va casar amb el seu cosí Godofreu II de Baixa Lotaríngia († 1069), duc de Baixa Lotaríngia, sense el consentiment de l'emperador Enric III (Godofreu II s'havia revoltat diverses vegades en el passat).
Enric III va agafar a Beatriu i a la seva filla Matilde i els va assignar residència. Després de la mort de Godofreu, Beatriu va tornar a Toscana, on va sostenir al papa Gregori VII i el va ajudar a lluitar contra els sarraïns i els normands.